# Jobst Christoph von Römer (Bergrat)
Jobst Christoph von Römer (* 1769; † 6. September 1838) war ein kursächsischer und königlich-sächsischer Obersteuereinnehmer und Bergkommissionsrat sowie Gutsherr auf Gut Löthain im heutigen Landkreis Meißen.

## Leben
Er entstammte der alten meißnischen Familie Römer, die eng dem sächsischen Bergbau verbunden war. Sein Vater war der Kammerjunker Hans Rudolph von Römer († 1800) auf Neumark (Vogtland), dessen jüngster Sohn er war.
Von 1794 bis 1800 stand Römer als Bergmeister dem Marienberger Bergamtsrevier vor. Deshalb stiftete er 1836 der Marienberger Knappschaftskasse einen Betrag von 100 Talern. Die Zinsen des „Römerschen Gestifts“ (Römersche Stiftung) wurden alljährlich zu Heiligabend an alle über 70-jährigen Almosenempfänger der Bergknappschaft verteilt.
Von 1804 bis 1838 war er Bergkommissionsrat und Zwitterstock-Inspektor beim Zinnerzbergbau in Altenberg. Ihm zu Ehren wurde der seit 1837 abgeteufte neue Hauptschacht des Altenberger Stockwerks „Römer-Schacht“ genannt. Nach der Familie wurde die Altenberger Römerstraße benannt.
Nach dem kinderlosen Tod seines Onkels Ernst August von Römer 1814 erhielt er einen Anteil von dessen Rittergut Nausitz vererbt.
Sein Sohn Rudolph von Römer (1803–1871) war ein bedeutender Sammler, Bibliophiler und Botaniker.  Zudem gehörte er beiden Kammern des Sächsischen Landtags an.